# 히든아이

## 진행자

### 현재 진행자
| 진행자 | 방송 기간             | 회차       | 비고 |
| ------ | --------------------- | ---------- | ---- |
| 김성주 | 2024년 8월 5일 ~ 현재 | 1회 ~ 현재 |      |
| 소유   | 2024년 8월 5일 ~ 현재 | 1회 ~ 현재 |      |
| 김동현 | 2024년 8월 5일 ~ 현재 | 1회 ~ 현재 |      |
| 박하선 | 2024년 8월 5일 ~ 현재 | 1회 ~ 현재 |      |
| 표창원 | 2024년 8월 5일 ~ 현재 | 1회 ~ 현재 |      |
| 권일용 | 2024년 8월 5일 ~ 현재 | 1회 ~ 현재 |      |
| 이대우 | 2024년 8월 5일 ~ 현재 | 1회 ~ 현재 |      |

## 에피소드

### 2024년
최저 시청률과 최고 시청률은 시청률 조사회사와 지역별로 시청률에 차이가 있을 수 있습니다.
| 회차 | 방송일    | 주제                                                                        | 시청률 | 게스트 | 비고     |
| ---- | --------- | --------------------------------------------------------------------------- | ------ | ------ | -------- |
| 1회  | 8월 5일   | CCTV 영상에 담긴 우리 일상에서 일어나고 있는 범죄 현장 분석과 뒷이야기공개  | 0.8%   |        |          |
| 2회  | 8월 12일  | 분노의 시대! 범죄는 '이것'으로 시작된다                                     | 0.9%   |        |          |
| 3회  | 8월 19일  | 우리들의 생활 속에 깊숙이 파고든 범죄들! 안타까운 현실에 3cops도 한숨만...  | 0.8%   | 이시원 |          |
| 4회  | 8월 26일  | 모두에게 가장 쉽고 친근하게(?) 다가오는 범죄! 음주 운전 & 사기!             | 0.8%   | 이시원 |          |
| 5회  | 10월 28일 | 충격과 공포! 히든아이가 분석하는 잔혹한 일본도 살인사건!                    | 0.5%   |        | 정규편성 |
| 6회  | 11월 4일  | "진짜 열 받아서 못보겠네.." 히든아이 역대급 사건에 눈물까지 흘린 권일용     | 0.5%   | 유라   |          |
| 7회  | 11월 11일 | 분노 폭발! 차마 눈 뜨고 볼 수 없는 노인을 향한 범죄들..                     | 0.8%   |        |          |
| 8회  | 11월 18일 | 레전드 갑질과 반려인들의 분노폭발! 잔혹한 동물학대                          | 0.7%   |        |          |
| 9회  | 11월 25일 | 범인들이 집착하는 것의 정체는!? 대한민국을 뒤흔든 사적 제재 논란!           | 0.6%   |        |          |
| 10회 | 12월 2일  | 사무실에 나타난 테러범?! 알고보니 황당한 사건... 이렇게까지 투자를 한다고🤬 | 0.8%   | 김새롬 |          |
| 11회 | 12월 9일  | 레전드 지하철 빌런들의 등장! 그리고 그들을 뛰어넘는 직장 내 빌런들?!        | 0.7%   |        |          |
| 12회 | 12월 16일 | 분노 수위 조절 실패? 역대급 범죄에 분노 폭발한 패널들                       | 0.7%   |        |          |
| 13회 | 12월 23일 | 당신의 집이 생중계 되고 있다? 예상치 못한 곳에서 일어나는 불법촬영 범죄!    | 0.6%   |        |          |
| 14회 | 12월 30일 | 3 cops가 준비한 2024년을 대표(?)하는 트렌드 범죄들!                         | 0.8%   |        |          |

### 2025년
최저 시청률과 최고 시청률은 시청률 조사회사와 지역별로 시청률에 차이가 있을 수 있습니다.
| 회차 | 방송일   | 주제                                                                | 시청률 | 게스트   | 비고 |
| ---- | -------- | ------------------------------------------------------------------- | ------ | -------- | ---- |
| 15회 | 1월 6일  | 역대급 충격! 김동현이 경악한 보험 사기 범죄는!?                     | 0.6%   |          |      |
| 16회 | 1월 13일 | 등 뒤에 칼이!? 모두가 경악한 보복 범죄 현장!                        | 0.7%   |          |      |
| 17회 | 1월 20일 | 남보다 못한 혈육! 가족끼리 범죄를?!                                 | 0.7%   |          |      |
| 18회 | 1월 27일 | 도심 속 어벤져스 국자, 선풍기, 막대기?!                             | 0.7%   |          |      |
| 19회 | 2월 3일  | '이곳'에서도 범죄가!? 상상초월 범행 트리거는?                       | 0.9%   |          |      |
| 20회 | 2월 10일 | (분.노.주.의) 민폐 유튜버 조니 소말리의 만행!                       | 0.9%   |          |      |
| 21회 | 2월 17일 | 아는 곳이 더 무섭다?! 예측 불가 골목길 범죄!                        | 0.6%   |          |      |
| 22회 | 2월 24일 | 대로 한복판에서...폭행 기어서 도망쳤다...그런데?!                   | 0.7%   |          |      |
| 23회 | 3월 3일  | 3·1절에 일장기를?! 전 국민을 공분하게 한 레전드 사건                | 1.0%   |          |      |
| 24회 | 3월 10일 | 믿을 수 없는 범죄의 연속! 소름 돋는 가스라이팅 범죄까지!            | 1.0%   |          |      |
| 25회 | 3월 17일 | 새벽 시간 고속도로 위에 사람이 나타났다?!                           | 0.7%   |          |      |
| 26회 | 3월 24일 | 상상 초월 진상들! 야밤에 공포의 질주까지!?                          | 0.7%   |          |      |
| 27회 | 3월 31일 | 편견과 증오의 시대, 증오범죄의 모든 것!                             | 0.6%   |          |      |
| 28회 | 4월 7일  | 대학교 동아리 충격적인 마약 범죄!                                   | 0.7%   |          |      |
| 29회 | 4월 14일 | 충격 실화! 강제 임신에 출산까지…사이비 교주 오목사의 실체           | 0.7%   |          |      |
| 30회 | 4월 21일 | 야구 방망이 휘두르며 차량 파손! 경찰차에도 난동😱                   | 0.6%   |          |      |
| 31회 | 4월 28일 | 술 마시고 경찰서로 운전했다고? 만취한 두 여성이 경찰서에 온 이유!😱 | 0.6%   |          |      |
| 32회 | 5월 5일  | 발길질에 내동댕이... 어린이집의 충격적인 아동학대                   | 0.6%   |          |      |
| 33회 | 5월 12일 | 목숨 걸고 고속도로를 횡단한 절도범! 수갑까지 찬 상태였다고?😱       | 0.9%   |          |      |
| 34회 | 5월 19일 | 고유정 살인 사건의 전말                                             | 0.9%   |          |      |
| 35회 | 5월 26일 | 산불이 삼킨 봄...                                                   | 0.7%   |          |      |
| 36회 | 6월 2일  | 인천광역시 초등학생 살인 사건의 전말                                | 0.7%   |          |      |
| 37회 | 6월 9일  | 억울함, 분노, 무너진 가족...현실이 된 충격적 사건들!                | 0.5%   | 브라이언 |      |
| 38회 | 6월 16일 | '저게 뭐 하는 짓이야...' 모두를 분노에 빠뜨린 아동 학대 범죄        | 0.8%   |          |      |
| 39회 | 6월 23일 | 기상천외한 도주극부터 현실이 더 충격적인 잔혹한 10대 범죄!          | 0.6%   |          |      |
| 40회 | 6월 30일 | 상상 초월 지하철 빌런들! 아찔한 흉기 난동 사건까지?!                | 0.6%   |          |      |
| 41회 | 7월 7일  | 안인득 방화·살인 사건의 전말                                        | 0.6%   |          |      |
| 42회 | 7월 14일 | 한밤중 공포의 가스 폭발?! 현실판 주유소 습격사건까지!               | 0.7%   |          |      |
| 43회 | 7월 21일 | 2톤 코카인 적발! 대한민국 최대 마약 밀반입 사건!                    | 0.7%   |          |      |
| 44회 | 7월 30일 | 범죄 사냥꾼 이대우 형사가 간다! 가상화폐 사기범 체포현장 최초 공개! | 0.6%   |          |      |

## 같이 보기
관련 항목
- 과학
- 사건

방송 프로그램
- 최고다! 호기심딱지 (EBS 1TV)
- 맨 인 블랙박스 (SBS TV)
- 한문철의 블랙박스 리뷰 (JTBC)
- 권용주, 김나진의 차카차카 (MBC 표준FM)